# Robert Annis
Pour les articles homonymes, voir Annis.
Robert Bob Joseph Annis (né le 5 septembre 1928 à Saint-Louis dans le Missouri et mort le 31 mars 1995 dans la même ville) fut un joueur de football américain, qui jouait au poste de défenseur.

## Biographie

### Simpkins-Ford
Annis est membre de l'équipe de sa ville natale des St. Louis Simpkins-Ford vers la fin des années 1940. Durant cette période, les Simpkins sont une bonne équipe, remportant le championnat de l'U.S. Open Cup 1948 et 1950.

### Équipe nationale et olympique
Annis est appelé en équipe nationale pour les Jeux olympiques d'été de 1948. Pourtant, il ne joue pas le seul　match du tournoi, une défaite 9-0 contre l'Italie.
Plus tard, il joue sa seule sélection le 28 septembre 1948　lors d'une victoire 3-1 contre Israël. En 1950, Annis est appelé pour participer à la coupe du monde 1950 au Brésil.

### Hommage
Il a été intronisé, en 1976, aux États-Unis au National Soccer Hall of Fame, avec les autres membres de l'équipe de la Coupe du Monde de 1950.